# There but for Fortune (música)
"There but for Fortune" é uma canção do músico americano Phil Ochs (folk). Ochs escreveu a canção em 1963 e a gravou duas vezes, para New Folks Volume 2 (⁣Vanguard, 1964) e Phil Ochs in Concert (⁣Elektra, 1966). Joan Baez também gravou "There but for Fortune" em 1964, e sua versão da música se tornou um sucesso nas paradas.

## A música
"There but for Fortune" consiste em quatro versos, cada um dos quais termina com o verso "there but for fortune may go you or I". O primeiro verso é sobre um prisioneiro.  O segundo verso descreve um morador de rua.  O terceiro verso é sobre um bêbado que sai cambaleando de um bar. O verso final descreve um país que foi bombardeado. 
Um dos biógrafos de Ochs escreveu "de todas as canções que Phil escreveria, nenhuma mostraria sua humanidade tão brilhantemente quanto os versos de 'There but for Fortune'". 
O título da música foi usado como nome do álbum de compilação de 1989 There but for Fortuneque apresentou material retirado de três álbuns que Ochs gravou para a Elektra Records entre 1964 e 1966.  Phil Ochs: There but for Fortune também foi usado como título da biografia de Michael Schumacher em 1996, bem como do documentário de Kenneth Bowser em 2011 sobre a vida do cantor.  

## Gravações de Ochs
Ochs gravou "There but for Fortune" duas vezes. Em 1964, ele gravou para a compilação New Folks Volume 2 da Vanguard.  A gravação de 1964 foi relançada no CD de 2000 "The Early Years".
Em 1966, os concertos de Ochs no Carnegie Hall de Nova York e no Jordan Hall de Boston foram gravados. Eles foram lançados como Phil Ochs in Concert. Uma das canções do In Concert foi "There but for Fortune".  Ochs apresenta a música dizendo que ela foi escrita para ele por Joan Baez, uma referência irônica ao seu single de sucesso.

## Cover de Baez
Em outubro de 1964, Baez gravou "There but for Fortune" para Joan Baez/5. Foi lançado nos EUA como single  em junho de 1965, com "Daddy, You Been on My Mind", uma canção de Bob Dylan, como lado B. Em julho, foi lançado como single no Reino Unido, onde seu lado B era "Plaisir d'amour". 
O single se tornou um hit no Top Ten no Reino Unido, alcançando a oitava posição.  Também foi indicado ao Grammy de "Melhor Gravação Folk".  Nos EUA, alcançou a posição #50 na parada da Billboard  — um bom desempenho, mas não um sucesso.  No Canadá a canção alcançou a posição #27. 
Por coincidência, Joan Baez in Concert, Part 2 se tornou um hit número 8 no Reino Unido ao mesmo tempo que "There but for Fortune". 
Monica Barbaro, retratando Baez no filme biográfico de Bob Dylan em 2024, Um Completo Desconhecido, canta a canção numa cena de concerto.

## Dueto de Baez-Ochs
A Guerra do Vietnã terminou em 30 de abril de 1975,  e um comício "A Guerra Acabou" foi realizado no  Parque Central de Nova York em 11 de maio. No comício, Ochs e Baez cantaram um dueto de "There but for Fortune".  

## Outras versões do covero cover
"There but for Fortune" foi regravada por mais de uma dúzia de artistas além de Baez, incluindo Chad e Jeremy, Eugene Chadbourne, Cher, The Gretchen Phillips Experience, Jim e Jean, The Mike Leander Orchestra, Vicky Leandros  (do álbum de 1966 "Songs und Folklore") The New Christy Minstrels, Peter, Paul e Mary, The Spokesmen, Françoise Hardy,  e Sammy Walker.  A capa de Peter, Paul and Mary apresenta uma ponte entre o terceiro e o quarto versos, contendo referências à fome e às crianças, escrita por Noel Paul Stookey.  , uma versão francesa, "Où va la chance?", com letras adaptadas por Eddy Marnay, foi originalmente interpretada por Françoise Hardy  e posteriormente regravada por Isabelle Boulay. 